# Władysław Koniarek
Władysław Koniarek (ur. 13 września 1890 roku w Raciborowie koło Kutna, zm. 29 lipca 1962 roku) – polski polityk, poseł III kadencji II RP.

## Życiorys
Urodził się w Raciborowie w rodzinie dobrze gospodarującego rolnika Feliksa Koniarka i Marianny z Cierpikowskich. Ukończył trzyklasową szkołę powszechną w Holendrach Strzeleckich. W 1921 roku był członkiem Powiatowej Rady Ludowej, skupiającej radykalne ugrupowania ludowe, głównie PSL. W 1926 roku nabył 15 hektarów ziemi z parcelowanego folwarku Sieraków. Założył wzorowe gospodarstwo rolniczo-hodowlane nastawione na uprawę buraków cukrowych i chów krów mlecznych. Za sprzedaż buraków spłacił kredyt zaciągnięty na kupno ziemi. 
Podczas wyborów 16 listopada 1930 roku, został wybrany posłem z 11 okręgu, obejmującego powiaty: łowicki, kutnowski, gostyniński i sochaczewski z listy BBWR. Jako poseł nie należał do żadnego klubu, podkreślając w ten sposób swoją niezależność. Wkrótce też odciął się od ideologii BBWR, co akcentował demonstracyjnie we wszystkich głosowaniach.
Wkrótce został wybrany na wójta gminy Sójki z siedzibą w Strzelcach. Rolę wójta wypełniał sumiennie, dbał o ład, porządek i wydajną pracę pracowników urzędu gminy, jak i w osadzie Strzelce. Koniarek powołał komitet budowy szkoły gminnej, stając na jego czele. Zaczął gromadzić środki i rozpoczął budowę. Nowy budynek został oddany do użytku 1 września 1930 roku. Później okazało się, że w czasie budowy szkoły dokonano nadużyć finansowych. Wójt zaufał sekretarzowi i skarbnikowi, który wybudował sobie dom, a poseł został aresztowany. Sprawy wkrótce się wyjaśniły i Koniarek odzyskał swój mandat poselski.
Koniarek czynnie uczestniczył w pracach Ochotniczej Straży Pożarnej w Koziej Górze, pełniąc funkcję prezesa. Taką samą rolę pełnił w spółdzielczej mleczarni w Niedrzewiu oraz był członkiem kółka rolniczego w Sierakowie. Organizował zbiorowe zakupy węgla, nawozów sztucznych, wymianę zboża siewnego dla miejscowych rolników. Przez kilka kadencji był członkiem Rady Powiatu Kutnowskiego.
W okresie okupacji hitlerowskiej, wszyscy mieszkańcy Koziej Góry byli stamtąd wysiedlani, jedynie rodzina Koniarka została przesiedlona do Niedrzewia na gospodarstwo składające się z 12 mórg piaszczystej gleby. Wojnę i okupację rodzina Koniarka szczęśliwie przeżyła, z wyjątkiem syna posła, Oleksego (ur. w 1913 roku), podoficera 21 pułku Ułanów Nadwiślańskich, a w 1939 roku zastępcy naczelnika straży więziennej w Brześciu nad Bugiem, który zginął bez wieści. Pozostali synowie: Mieczysław (1921) i Feliks (1923), oraz córki: Maria Jaworska, Irena Lachowicz i Ewa Tomczak przeżyli. Były poseł prowadził gospodarstwo rolne do 1956 roku, a po nim objął je jego syn Feliks. Od 1980 roku, rodzinne gospodarstwo prowadził wnuk posła Andrzej Koniarek.
Władysław Koniarek zmarł 29 lipca 1962 roku.